# Engin Baytar
 (juillet 2013).
Si vous disposez d'ouvrages ou d'articles de référence ou si vous connaissez des sites web de qualité traitant du thème abordé ici, merci de compléter l'article en donnant les références utiles à sa vérifiabilité et en les liant à la section « Notes et références ».
Engin Baytar (né le 11 juillet 1983 à Gütersloh en Allemagne) est un footballeur international turc, qui évolue au poste de milieu de terrain.

## Biographie

### Début de carrière
Engin Baytar, né en Rhénanie-du-Nord-Westphalie, de parents turcs, commence sa carrière professionnelle à l'Arminia Bielefeld où il marque 4 buts en 38 matchs. Il est transféré au club turc de Maltepespor en fin de saison.
Auteur de bonnes performances avec son nouveau club, il est repéré par Gençlerbirliği, club de première division turque. Après deux saisons, il est prêté à la trêve au club Eskişehirspor où il enchaine les bonnes performances.
En 2009, Engin est transféré au quatrième grand club de Turquie, Trabzonspor. En 2011, il quitte le club en raison de problème personnel avec le coach, Şenol Güneş. Il s'engage avec le Galatasaray.

### Galatasaray
Engin rejoint le club en juillet 2011. Même s'il aura eu du mal à s'imposer, il devient un élément indispensable sur l'aile droite de l'équipe. Le 11 août 2012, lors du match de la Super Coupe contre le Fenerbahçe SK, il attaque l'arbitre et sera suspendu 11 matchs. Cette peine ne lui sera pas de bonne échéance ; il a eu du mal à s'imposer pendant toute la saison. En fin de contrat, il prolonge avec son club jusqu'en 2015, le 2 juillet 2013. Il est prêté au club de Rizespor pour la fin de saison.

## Palmarès
Trabzonspor
- Vainqueur de la Coupe de Turquie en 2010
- Vainqueur de la Supercoupe de Turquie en 2010

 Galatasaray
- Champion de Turquie en 2012 et 2013
- Vainqueur de la Supercoupe de Turquie en 2012 et 2013

## Sources
- (en) Cet article est partiellement ou en totalité issu de l’article de Wikipédia en anglais intitulé « Engin Baytar » (voir la liste des auteurs).